# سرگی کیسلیاک
سرگی کیسلیاک (بلاروسی: Сяргей Віктаравіч Кісляк؛ زادهٔ ۶ اوت ۱۹۸۷) بازیکن فوتبال اهل بلاروس است.
از باشگاه‌هایی که در آن بازی کرده‌است می‌توان به باشگاه فوتبال دینامو مینسک، باشگاه فوتبال ایرتیش پاولودار، باشگاه فوتبال روبین کازان، باشگاه فوتبال داینامو برست، باشگاه فوتبال غازی عینتاب‌اسپور، و باشگاه فوتبال کراسنودار اشاره کرد.
وی همچنین در تیم‌های ملی فوتبال زیر ۲۱ سال بلاروس و بلاروس بازی کرده‌است.